# PortAudio
PortAudioは、オーディオの再生と録音のためのオープンソースのコンピュータライブラリで、音楽ソフトウェア用のプラットフォームに依存しないライブラリのセットを提供することを目的としたPortMediaプロジェクトの一部である。
クロスプラットフォームライブラリであり、 Windows 、 Mac OS X 、 Linuxなどのさまざまなオペレーティングシステムで実行できる。 PortAudioは、Core Audio 、 ALSA 、 MME 、 DirectSound 、 ASIO 、 WASAPIをサポートしている。